# Ian Richardson (roddare)
Ian Richardson, född 2 september 1996, är en amerikansk roddare.

## Karriär
Vid VM 2024 i St. Catharines tog Richardson silver tillsammans med James McCullough, Casey Howshall och Jasper Liu i lättvikts-scullerfyra.